# Майко, Виталий Иванович
Виталий Иванович Майко (род. 15 мая 1936, Хмельницкий) — украинский политик, кандидат технических наук; вице-президент УСПП по вопросам промышленности; президент Киевской городской ассоциации промышленности, строительства, транспорта и связи; сопредседатель от объединений предпринимателей и промышленников Национального совета социального партнерства; член президиума Политсовета ПППУ (с февраля 2000).
Образование: Черновицкий государственный университет, физико-математический факультет (1959), физик, учитель физики.
Народный депутат Украины 5-го созыва с мая 2006 до ноября 2007 от Блока «Наша Украина», № 20 в списке. На время выборов: народный депутат Украины, член ПППУ. Член фракции Блока «Наша Украина» (с апреля 2006). Секретарь Комитета по вопросам промышленной и регуляторной политики и предпринимательства (с июля 2006).
Народный депутат Украины 4-го созыва с мая 2002 до мая 2006 от Блока «За единую Украину!», № 23 в списке. На время выборов: генеральный директор Киевского государственного завода «Буревестник», член ПППУ. Член фракции «Единая Украина» (май — июнь 2002), член фракции партий ППУ и «Трудовая Украина» (июнь 2002 — апрель 2004), внефракционный (апрель — май 2004), уполномоченный представитель фракции НДП и ПППУ (май — декабрь 2004), внефракционный (декабрь 2004 — январь 2005), член группы «Воля народа» (январь — март 2005), член фракции ПППУ (с марта 2005). Председатель подкомитета по вопросам машиностроения, ВПК и конверсии Комитета по вопросам промышленной политики и предпринимательства (с июня 2002).
- 1953–1959— лаборант, студент Черновицкого государственного университета.
- 1960–1967 — инженер, старший инженер, ведущий инженер, заместитель начальника отдела, начальник отдела п/я 24, город Киев.
- 1967–1973 — начальник отдела, в.а. заместитель главного инженера, заместитель директора по производству Киевского НИИ радиоэлектроники.
- 1973–1974 — заместитель директора исследовательского производства НИИ «Квант», г. Киев.
- 1977–1981 — директор опытного завода НИИ «Квант».
- 1981–1986 — первый заместитель генерального директора по производству НПО «Квант».
- 1986–2002 — директор завода измерительной аппаратуры «Буревестник» НПО «Квант»; директор Киевского завода «Буревестник»; генеральный директор Киевского государственного завода «Буревестник»

Советник Премьер-министра Украины на общественных началах (август 2001 — ноябрь 2002).

## Награды
Лауреат Государственной премии Украины в области науки и техники (2003). Заслуженный работник промышленности Украины (1996). Ордена Трудового Красного Знамени, «Знак Почета». Почетная грамота Кабинета Министров Украины (август 2001).